# HD144115
HD144115 — хімічно пекулярна зоря спектрального класу A2, що має видиму зоряну величину в смузі V приблизно  7,0.
Вона  розташована на відстані близько 309,4 світлових років від Сонця.